# شهریار زرشناس
شهریار زرشناس (زادهٔ ۱۳۴۴ در تهران) روزنامه‌نگار و پژوهشگر ایرانی حوزه ادبیات، فرهنگ، سیاست و فلسفه است. او برادر زهره زرشناس است.
شهریار زرشناس در سال ۱۳۴۴ شمسی از یک خانواده آملی در تهران به دنیا آمد. او در شرق اروپا در یوگسلاوی سابق در رشته‌های فلسفه و روان‌شناسی تحصیل کرده است.از وی تا کنون بیش از صد عنوان کتاب منتشر شده است. از نویسندگان ماهنامه سوره در دوران سردبیری مرتضی آوینی بوده‌است. زرشناس مدتی نیز ماهنامه‌ای تحت عنوان «مشرق» منتشر می‌کرد و مدتی نیز سردبیر نشریه فرهنگ عمومی بود. او مدتی هم مشاور فرهنگی دبیرکل نهاد کتابخانه‌های عمومی کشور بود.
او در سال ۹۴، در برنامه تلویزیونی ثریا حاضر شد و از نگاه خود به واکاوی موضوع نفوذ که مورد تأکید رهبر ایران بود، پرداخت. او در این برنامه جریان کارگزاران و جریان اصلاح طلب در ایران را مورد نقد قرار داد.
او از منتقدان جدی جریان نواندیشی دینی، غرب مدرن و وضعیت علوم انسانی در ایران است. مهدی مسلم در کتاب خود تحت عنوان «سیاست جناحی در ایرانِ پس از خمینی» از شهریار زرشناس و مهدی نصیری به عنوان اولین روزنامه‌نگارانی نام می‌برد که در برابر فضای فرهنگی جدید که با روی کار آمدن دولت هاشمی رفسنجانی ایجاد شده بود، موضع‌گیری کردند.
او مناظرات جنجال‌برانگیزی با صادق زیباکلام، بیژن عبدالکریمی و محمدمنصور هاشمی داشته‌است.
پاره ای از تالیفات نویسنده:
غرب شناسی
نیست انگاری و تاریخ
درباره غرب سده های میانه
سرمایه سالاری (کاپیتالیسم) مروری کالبدشکافانه بر ماهیت و تطور تاریخی 
نگاهی کوتاه به تاریخچه روشنفکری در ایران: مروری بر روشنفکری در غرب، پیدایی روشنفکری در ایران و نسل اول روشنفکری مشروطه
نگاهی کوتاه به تاریخچه روشنفکری در ایران: نسل دوم روشنفکری مشروطه و روشنفکری دوران پهلوی
جامعه مدنی
روان‌شناسی مدرن و حقیقت فراموش شده انسان
توسعه 
ماهیت سرمایه داری مدرن 
این سه لیبرالیست: نقد آرای ریچارد رورتی، فردریش فون هایک و میلتون فریدمن
پیش درآمدی بر رویکردها و مکتب های ادبی
تکنوکراسی
مبانی نظری غرب مدرن
نئولیبرالیسم ایرانی و تهاجم فرهنگی
نقد حال: جستارهایی در قلمرو فرهنگ، اقتصاد و سیاست امروز ایران - دفتر اول
غفلت تئوریک خطرناک
گفت و گو با امروز 
کاوشی در چیستی علوم انسانی مدرن
تأملاتی در نقد علوم انسانی(کتاب اول):علوم انسانی در ترازوی نقد
تأملاتی در نقد علوم انسانی(کتاب دوم):روانشناسی در ترازوی نقد
اندیشه در بحران؛دفتر دوم: آیزایا برلین ، میلتون فریدمن و جان راولز در نگاهی کوتاه
اندیشه در بحران؛دفتر سوم: فردریش فون هایک و ریچارد رورتی در نگاهی کوتاه
اندیشه در بحران؛دفتر چهارم: ریمون آرون و رولان بارت در نگاهی کوتاه
اندیشه در بحران؛دفتر پنجم: ژان پل سارتر و ارنست کاسیرر در نگاهی کوتاه
اندیشه در بحران؛دفتر ششم: لکان ، آرنت ، هابرماس و یونگ در نگاهی کوتاه
نیهیلیسم
نیهیلیسم ابسورد در ادبیات داستانی غرب :داستایوفسکی ، کافکا ، کامو ، سارتر
بازخوانی فرهنگ و اندیشه مدرن اندیشه ها و جریان های فکری جلد دوم: درباره نیهیلیسم و سیر تطور  آن  
بازخوانی فرهنگ و اندیشه مدرن اندیشمندان - جلد اول: ولتر، آن گونه که بود
بازخوانی فرهنگ و اندیشه مدرن داستان نویسان - جلد اول: صادق چوبک کیست؟
بازخوانی فرهنگ و اندیشه مدرن داستان نویسان - جلد دوم: درباره زندگی و جهان ویرجینیا وولف
پیوند ناگسستنی تکنوکراسی و اقتصاد نئولیبرال
جنبش دانشجویی در ایران
تاریخچه ادبیات معاصر ایران (دوره سه جلدی)
تاریخچه ادبیات معاصر ایران - جلد اول: از آغاز تا 1300 شمسی
تاریخچه ادبیات معاصر ایران - جلد دوم: دوران پهلوی اول (از 1300 تا 1320 هجری شمسی)
تاریخچه ادبیات معاصر ایران - جلد سوم: دوران پهلوی دوم از (1320 تا 1357 شمسی)   
پیش درآمدی بر رویکردها و مکتب های ادبی - دفتر دوم: از عصر رئالیسم تا ادبیات پسامدرن
جستارهایی در ادبیات داستانی معاصر
صدایی دیگر 13: درباره فردریش هایک و نئولیبرالیسم
صدایی دیگر 14: پسامدرنیته و وضع کنونی غرب مدرن 
صدایی دیگر 15: تئوری «اندیشه ترقی» در تفکر مدرن
صدایی دیگر 16: مروری بر زندگی و آراء میلتون فریدمن مدافع آمریکایی اقتصاد نئولیبرال
صدایی دیگر 17: درباره نظام جهانی سلطه
صدایی دیگر 19: آلبرکامو در یک نگاه کوتاه  
صدایی دیگر 20: تی. اس. الیوت در یک نگاه کوتاه
صدایی دیگر 21: فردریش دورنمات در یک نگاه کوتاه
صدایی دیگر 22: اشاراتی کوتاه درباره از خودبیگانگی بشر مدرن
صدایی دیگر 23: اوژن یونسکو در یک نگاه
صدایی دیگر 24: آدام اسمیت در یک نگاه کوتاه
صدایی دیگر 25: سارتر و راسیونالیسم مدرن بحران زده
صدایی دیگر 26: سامویل بکت در یک نگاه کوتاه
صدایی دیگر 27: درباره نوپراگماتیسم لیبرالی رورتی
صدایی دیگر 28: آلن روب گریه در یک نگاه کوتاه
صدایی دیگر 29: غرب، غرب مدرن، سکولاریسم
صدایی دیگر 30: رولان بارت و ساختارگرایی و ساختار شکنی
صدایی دیگر 31: سه گفتار در فلسفه و ادبیات
صدایی دیگر 32: کوتاه و مختصر درباره پست مدرنیته
صدایی دیگر 33: سرمایه داری مدرن در یک نگاه کوتاه 
صدایی دیگر 34: ولادیمیر ناباکوف در یک نگاه کوتاه
دوره تاریخ غرب مدرن - جلد دوم: دوران رنسانس
دوره مطالعات غرب شناسی بنیادین - جلد اول: تولد غرب مدرن
دوره مطالعات غرب شناسی بنیادین - جلد دوم: آغاز یک پایان
چند یادداشت تئوریک
دوره تاریخ غرب باستان (دوره چهار جلدی)
دوره تاریخ غرب باستان - جلد اول: یونان از روزگاران کهن تا قرن ششم قبل از میلاد
دوره تاریخ غرب باستان - جلد دوم: فراز و فرود یونان کلاسیک
دوره تاریخ غرب باستان - جلد سوم: دوران هلنیسم (یونان مآبی)
دوره تاریخ غرب باستان - جلد چهارم: روم باستان
بازخوانی فرهنگ و اندیشه مدرن اندیشه ها و جریان های فکری - جلد اول: درباره عصر روشنگری و جهان بینی آن
پیش درآمدی بر رویکردها و مکتب های ادبی - دفتر دوم: از عصر رئالیسم تا ادبیات پسامدرن
نیمه پنهان 52: شناخت و سنجش ایدئولوژی های مدرن
درباره آزادی
اشارات و تنبیهات: جستارهای به هم پیوسته نظری در قلمروهای اقتصاد و سیاست امروز ایران
پیش درآمدی بر رویکردها و مکتب های ادبی - دفتر اول: عصر باستان تا پایان رمانتیسم
روان شناسی مدرن و حقیقت فراموش شده انسان
چشم اندازی از ادبیات معاصر ایران - جلد اول
نیمه پنهان آمریکا: مروری کوتاه بر بنیان های نظری و ارکان تمدنی آمریکا
سیری انتقادی در آراء داریوش شایگان
اشاراتی درباره لیبرالیسم در ایران 
جامعه مدنی